# Drymeia
Drymeia (лат.) — род двукрылых семейства настоящих мух из трибы Azeliini.

## Описание
Щеки расширенные, густо щетинистые. У самок орбитальные щетинки направлены вперед, а лобные щетинки перекрещивающиеся. На голенях задних ног три или более постеродорсальных щетинок. На вершине голеней задних ног самцов многих видов имеется вентральная шпора различного размера. Тазики задних ног без волосков на постеродорсальной поверхности. Жужжальца чёрные, бледно-коричневые или желтые.

## Экология
Мухи питаются пыльцой и нектаром на цветках. Личинки найдены в богатой гумусом почве или коровьем навозе. У некоторых исследованных видов головная капсула чрезвычайно удлинена и сильно секретирована, что говорит они являются облигатными хищниками.

## Классификация
Включает более 130 видов.

## Распространение
Встречается только в северном полушарии. Крупнейшим центром видового богатства является Тибетское нагорье, где отмечено 56 видов.